# Zespół kanoniczny
Zespół kanoniczny – zespół stanów pewnego układu kontaktującego się termicznie ze zbiornikiem o ustalonej temperaturze. Prawdopodobieństwo, że układ ten znajdzie się w określonym stanie o energii Ei jest dane rozkładem kanonicznym
{\displaystyle P(E_{i})={\frac {\exp \left(-{\frac {E_{i}}{kT}}\right)}{Z}},}
gdzie
k – stała Boltzmanna,
T – temperatura zbiornika,
Z – suma statystyczna.
Wzór na sumę statystyczną wynika z warunku unormowania rozkładu po całym zespole kanonicznym do jedności
{\displaystyle Z=\sum \limits _{i=1}^{N}{\exp \left(-{\frac {E_{i}}{kT}}\right)},}
gdzie:
N – liczba możliwych stanów układu.
Średnią wartość pewnego parametru θ tego układu można wyznaczyć ze wzoru
{\displaystyle \left\langle \theta \right\rangle =\sum \limits _{i=1}^{N}{\theta _{i}P\left(E_{i}\right)},}
czyli
{\displaystyle \left\langle \theta \right\rangle ={\frac {\sum \limits _{i=1}^{N}{\theta _{i}\exp \left(-{\frac {E_{i}}{kT}}\right)}}{\sum \limits _{i=1}^{N}{\exp \left(-{\frac {E_{i}}{kT}}\right)}}}.}

## Związek z termodynamiką
Kanoniczna suma statystyczna jest powiązana z energią swobodną Helmholtza zależnością
{\displaystyle F=-kT\ln(Z).}
Dla układu kanonicznego energia swobodna nigdy nie rośnie.

### Energia w układzie kanonicznym
{\displaystyle \langle E\rangle =-{\frac {\partial }{\partial \beta }}\ln(Z),}
gdzie:
{\displaystyle \beta ={\frac {1}{kT}},}
{\displaystyle k} – stała Boltzmana,
{\displaystyle T} – temperatura.
Natomiast dyspersja względna {\displaystyle {\frac {\sigma _{E}}{\langle E\rangle }}\simeq {\frac {1}{\sqrt {N}}}} więc przy liczbach cząstek rzędu liczby Avogadry (~1023), średnia energia jest stała, dlatego też można ją utożsamiać z energią wewnętrzną {\displaystyle U.}